# Bangalore Urban
Bangalore Urban distrikt i den indiska delstaten Karnataka. Bangalor Urban kallas på engelska det distrikt som omfattar de centralare delarna av den indiska storstaden Bangalore.